# يوناس أوربيغ
يوناس كورت أوربيغ (بالألمانية: Jonas Kurt Urbig) لاعب كرة قدم ألماني، يلعب حالياً لصالح نادي بايرن ميونخ الذي ينافس في الدوري الألماني الدرجة الأولى. سبق له تمثيل منتخب ألمانيا في جميع الفئات السنية.

## وصلات خارجية
- يوناس أوربيغ على موقع قاعدة بيانات كرة القدم.إي يو (الإنجليزية)
- يوناس أوربيغ على موقع Soccerway.com (الإنجليزية)
- يوناس أوربيغ على موقع عالم كرة القدم.نت (الإنجليزية)